# Heinz Sauerbaum

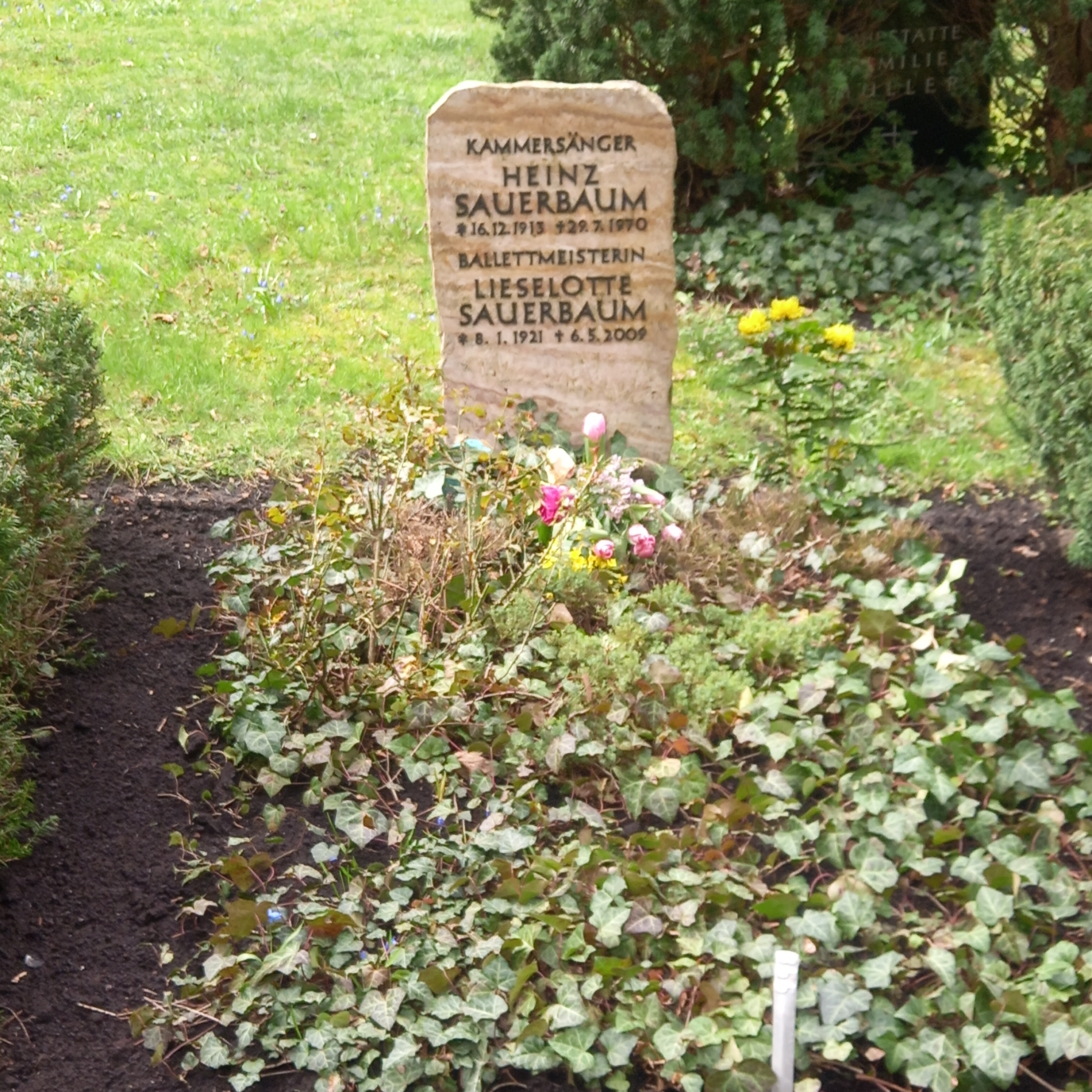
Das Grab von Heinz Sauerbaum und seiner Ehefrau Lieselotte geborene Nüchtern auf dem Dreifaltigkeitskirchhof II in Berlin

Heinz Horst Sauerbaum (* 16. Dezember 1913 in Rauschen, Kreis Fischhausen, Ostpreußen; † 29. Juli 1970 in Lido di Jesolo, Italien) war ein deutscher Opernsänger (Tenor) und Kammersänger.

## Werdegang
Sauerbaum erhielt seine musikalische und sängerische Ausbildung am Konservatorium Königsberg. Dort trat er auch im Opernhaus Königsberg sein erstes Engagement als Chorsänger an. Weitere Engagements führten ihn an das Opernhaus Stuttgart. 1938 wechselte er in das solistische Fach und debütierte am Opernhaus Halle/Saale als Eric in Richard Wagners Der fliegende Holländer. Am Opernhaus Halle/Saale war Sauerbaum neben seiner Tätigkeit als Tenor auch als Opernregisseur tätig. Am 1. Januar 1949 verlieh ihm der Rat der Stadt Leipzig wegen seiner Verdienste um das Leipziger Musikleben den Titel „Kammersänger“.
An der Komischen Oper Berlin sang Sauerbaum u. a. den Don José in Bizets Carmen in der Regie von Walter Felsenstein unter der musikalischen Leitung von Otto Klemperer (siehe Foto unten, SZ-Photo, Otto Klemperer und Heinz Sauerbaum). In den 1950er Jahren wechselte Sauerbaum an das Nationaltheater Mannheim mit Gastspieltätigkeit in West-Berlin, Düsseldorf und Hamburg. In Hamburg sang er zur Wiedereröffnung des Hamburger Opernhauses in Kreneks Pallas Athene weint die Rolle des Alkibiades. An der Seite Lotte Lenyas sang Heinz Sauerbaum in der Gesamtaufnahme der Oper von Brecht/Weill Aufstieg und Fall der Stadt Mahagonny die Rolle des Jimmy. Anfang 1963 musste Heinz Sauerbaum seine Sängerkarriere wegen einer Erkrankung aufgeben.
Heinz Sauerbaum war ab 1944 in zweiter Ehe mit der der Ballettmeisterin Lilo Graf (Lieselotte Sauerbaum geb. Nüchtern) verheiratet, mit der er drei Kinder hatte. Der Sohn Peter Sauerbaum ist ein Jurist und Kulturmanager.